# 팔거천
팔거천(八莒川)은 경상북도 칠곡군 동명면과 대구광역시 북구 칠곡지역을 흐르는 지방하천이다. 대구 도시철도 3호선 팔달역~동천역 구간 노선이 이 팔거천을 따라 깔려 있으며 천변에는 자전거도로와 산책로가 조성되어있다.
산책로는 본래 칠곡운암역 위의 구간과 매천지구 구간에만 있었지만 최근 나머지 구간도 개통하였다. 
지류로는 구야천(구지천), 서리골천, 반포천 등이 있다. 상류는 금암천이다.
팔거천은 칠곡군 동명면 학명동, 금암동, 봉암동, 대구광역시 동호동, 읍내동, 학정동, 동천동, 태전동, 매천동, 팔달동 등을 경유해 금호강으로 흘러들어간다. 

## 명칭 유래
팔거천이 흐르는 대구 칠곡지역은 신라시대부터 고려시대까지 팔거리, 팔거리현, 팔거현 등으로 불려왔다. 부군면 통폐합으로 이 지역이 칠곡면이라는 이름으로 통폐합되기 전까지도 팔거면이라는 행정구역이 있었다. 이는 팔거산성이라는 함지산의 삼국시대 산성 이름에서도 살펴볼 수 있다. 
팔거천이라는 이름은 이 지역의 오랜 명칭인 팔거라는 이름에서 따온 것이다.

## 생태
멸종위기종인 수달이 서식한다. 이 때문에 멸종위기종이 사는 팔거천에 재해예방사업을 하는 것에 대한 많은 반대가 있었지만 그대로 진행되었다. 백로와 왜가리가 물고기를 사냥하는 모습을 자주 볼 수 있다. 오리도 돌아오는 철이 되면 볼 수 있다.

## 교량
- 외천교 - 경부고속도로
- 팔금교
- 매천교 - 매천로18길
- 매전교 - 매전로
- 매남교 - 학정로
- 태전3교
- 태전교 - 국도 제4호선 · 국도 제5호선 · 국도 제25호선 (칠곡중앙대로)
- 태전2교
- 구암교 - 태암남로
- 태암교 - 태암로
- 운암교 - 구암로
- 동천교 - 대천로
- 구수교
- 거동교 - 동암로
- 진흥교
- 팔거교 - 호국로
- 동명교 - 국도 제5호선 · 국도 제25호선 (경북대로)
- 송림교 - 금암2길
- 금암교
- 송산교
- 직금교
- 가천교